# Chrysophyllum aulacocarpum
Chrysophyllum aulacocarpum là một loài thực vật có hoa trong họ Hồng xiêm. Loài này được Ernst mô tả khoa học đầu tiên năm 1874.